# 33964 Patrickshober
33964 Patrickshober este o planetă minoră (asteroid), cu un diametru de 2,397 km, din centura de asteroizi. A fost descoperită pe 6 iulie 2000 la Stația Anderson Mesa de Lowell Observatory Near-Earth-Object Search. 
Obiectul prezintă o orbită caracterizată de o semiaxă mare de 2,3633628 UAi, o excentricitate de 0,14, o înclinație de 6,8402 ° în raport cu ecliptica.